# ویلموت (آرکانزاس)
ویلموت (آرکانزاس) (به انگلیسی: Wilmot, Arkansas) یک شهر در ایالات متحده آمریکا با جمعیت ۵۵۰ نفر است که در آرکانزاس واقع شده‌است.

## موقعیت جغرافیایی
موقعیت جغرافیایی شهرها و مناطق اطراف به شرح زیر است: